# Ceropsilopa lacticella
Ceropsilopa lacticella är en tvåvingeart som beskrevs av Cresson 1946. Ceropsilopa lacticella ingår i släktet Ceropsilopa och familjen vattenflugor.
Artens utbredningsområde är Tanzania. Inga underarter finns listade i Catalogue of Life.